# Процес «МГ-ТЕС»
Процес «МГ-ТЕС» — спеціальний процес збагачення корисних копалин, технологія масляної агломерації енергетичного вугілля. Результати виконаних досліджень процесу СМА були використані при розробці технологічної схеми пілотної установки, її компоновці та апаратурному оформлені. Розроблений і випробуваний в Україні. Аналог процесів Оліфлок, Конвертоль.

## Технологія процесу
В основу технології «МГ-ТЕС» було покладено «амальгамний» механізм процесу. При цьому враховано, що його послідовно протікаючі етапи потребують різних режимних параметрів і тому повинні здійснюватися у автономних апаратах.

Рис. 1 — Пілотна установка «МГ-ТЕС» на Луганській ГРЕС

Установка (рис.1), територіально розташована у котельному цеху ГРЕС, включає обладнання, діюче у технологічному ланцюжку пилоприготування: бункер вихідного палива (1), кульову мельницю (2), пневмосепаратор (3), циклон (4) та бункер вугільного пилу з живильником (5). Підготовка пульпи для агломерації здійснюється у зумпфі (6), куди дозується підігріта вода, подрібнене вугілля і кальцинована сода з розрахунку 0,01-0,05 мас. %. Зв'язуюче подається на всас насосу (7), що сприяє його розподілу по об'єму пульпи. Агломерація здійснюється в апараті (8), обезводнення агломерату (грануляту) на стаціонарному щільовидному ситі (9), обладнаному бризгалами. Апарат агломерації складається з двох послідовно встановлених циліндроконічних ємностей з сумарним робочим об'ємом 2,8 м3, обладнаних імпелерними мішалками і відбивачами потоку. Останні призначені для ліквідації повітряної воронки, що виникає при обертанні мішалки, і дисипації енергії по всьому об'єму апаратів. Змінні шківи клиноремінної передачі забезпечують варіювання окружної швидкості мішалок в межах 18-2 м/с для першого апарату, реалізуючого етап «амальгамоутворення», і 10-16 м/с для другого апарату, призначеного для структурування і обкатування гранул.
Співвідношення об'ємів першого і другого апаратів взяте з урахуванням тривалості вказаних процесів.
Породовміщаюча суспензія, відокремлена від агломерату на ситі, самопливом поступає в систему мокрого шлаковидалення ТЕС.
Вологість агломерованого концентрату безпосередньо після його вивантаження з обезводнюючого сита становила 14-18 % при середній крупності гранул 1,5 мм і 20-25 % при крупності 0,7-1,0 мм. Після дренування протягом години вона знижувалася відповідно до 9-10 % і 10-12 %.

## Результати випробувань
В цілому результати випробувань пілотної установки дозволяють рекомендувати цей процес для збагачення і обезводнення вугільного палива теплоелектростанцій, особливо високозольного — шламів, промпродуктів та хвостів флотації.
Одержуваний продукт вуглемасляних гранулят є чудовою сировиною для приготування низькозольних вуглемасляних паливних суспензій.